# ثقافة إيران
تشتهر إيران أو بلاد فارس بقدم تاريخها وثقافتها التي تمتد إلى أكثر من ثلاثة الآف سنة قبل الميلاد. كما أنها تعتبر بلد متعدد الثقافات لتعدد الأعراق به وتوالي الحقب التاريخية المختلفة عليها. وتعد أكثر الحقب تأثيرا في الثقافة الفارسية هي الإمبراطورية الفارسية (الأخمينية)، عهد الامبراطورية الساسانية والعصر الصفوي. وتشتمل الثقافة الإيرانية على ثقافة الدول المحيطة بإيران باعتبارها كانت جزء منها وتقع تحت سيطرتها مثل أوزبكستان وأفغانستان وباكستان وطاجيكستان وتركمنستان وأذربيجان وأرمينيا وتركيا وإقليم كردستان العراق.

## التاريخ
تاريخ البقعة الجغرافية التي تسمى حاليا إيران لها تاريخ مستقل لكل جزء من أجزائها، وأهم الامبراطوريات التي حكمتها قبل الإسلام هي أمبراطورية الفرس، والتي كانت على سلالتين الأولى الاخمينية وتدمرت على يد الإسكندر المقدوني حوالي 330 ق.م ثم ظهرت سلالة فارسية أخرى عام 224 م، ولم يحكم الفرس إيران حتى القرن العشرين بحكم الشاه محمد رضا بهلوي.
يرجع تاريخ إيران إلى أكثر من ألفي سنة عندما استقرت قبائل البدو الرحل الآرية الفرس والأكراد في إيران، وفي الحقبة الزمنية التي دخلت فيها جماعات مختلفة من الأصل الآري مثل الماديين (الميديين وهم الأكراد)، والبارسيين (أي الفرس)، والفريتيين (أي الاشكانيين) الأرض التي عرفت في ما بعد باسم إيران. ونلاحظ أن الحكومات التي كانت قبل البارسيين، لم تعرف الوحدة المتكاملة والاستقرار، بل كانت مستغرقة في حروب قبلية، إذ يمكننا أن نعد قيام الدولة الأخمينية (حكم كورش الكبير) 500 قبل الميلاد، بداية لتاريخ الحكم الإمبراطوري، الذي يقوم على توارث الحكم في الأسرة الملكية.
وإن هذا النوع من الحكم الذي يقوم على التسلط والاستبداد، استمر في السلالات الملكية التي تلت السلالة الأخمينية مثل الأشكانية والساسانية. أما عقيدة الشعب في تلك الحقبة فكانت غالبا الزردشتية.
ولقد بقيت إيران تفتقد إلى حكومة مركزية موحدة منسجمة، إذ كانت تحكم حكومات إقليمية محلية نقاط مختلفة من البلاد حتى قيام الملكية الصفوية (1501) ثم تلته السلالة الملكية الأفشرية وبعدها الزندية فالقجارية، ولقد استمر هذا النوع من الحكم الاستبدادي سائدا في إيران، حتى انقراض السلالة البهلوية (نسبة إلى رضا بهلوي) التي تلت القاجارية والتي كانت آخر نظام ملكي إمبراطوري في تاريخ إيران.

## السكان
يبلغ عدد سكان إيران حاليا أكثر من 77 مليون نسمة، يشكل المسلمون معظم السكان وهناك أقليات دينية أخرى من بينها البهائيين، المندائيين، الزرداشتيين، اليارسانيين، اليهود والمسيحيين.
إضافة لعرقيات مختلفة كالأكراد والتركمان والبلوش والأرمن والعرب وغيرهم ويتركزون في شمال غرب إيران وجنوب غرب إيران السادس عشر.

## الدين
يدين معظم الإيرانيين بالإسلام، ويتبع أغلبية كبيرة من السكان المذهب الشيعي الجعفري والمعروف أيضا بالمذهب الإمامي أو الإثنى عشري. ويأتي في المرتبة الثانية المذهب السني. ثم ديانات أخرى مثل البهائية واليهودية والزردشتية والمسيحية
تاريخياً كان أهل السنة (الشافعية والحنفية) الأكثرية في إيران وكان الشيعة أقلية، محصورة في بعض المدن الإيرانية، مثل قم، وقاشان، ونيسابور، ولما وصل الشاه إسماعيل الصفوي إلى الحكم سنة 907 هـ أجبر أهل السنة على التشيع حين خيرهم بينه، وبين الموت. يقول الباحث العراقي د. علي الوردي متحدثاً عن حكم الصفويين لإيران والعراق: "يكفي أن نذكر هنا أن هذا الرجل (الشاه إسماعيل الصفوي) عمد إلى فرض التشيع على الإيرانيين بالقوة، وجعل شعاره سب الخلفاء الثلاثة. وكان شديد الحماس في ذلك سفاكاً لا يتردد أن يأمر بذبح كل من يخالف أمره أو لا يجاريه. قيل أن عدد قتلاه ناف على ألف ألف نفس أي مليون سني. وانتشر المذهب الشيعي بالتدريج في وسط إيران بينما بقي أهل السنة في الأطراف.

## اللغة

انتشار اللغة الفارسية

تعتبر اللغة الفارسية هي اللغة الرسمية والأكثر انتشارا في إيران. ويجيد غالبية الأيرانيين اللغة الفارسية، كما يوجد اقليات ومجموعات عرقية تتحدث لغات أخرى كالعربية المتحدثة في اقليم الأحواز في جنوب إيران.واللغة الكردية المحكية في غرب إيران والأذرية المحكية في شمال إيران.

### الخط

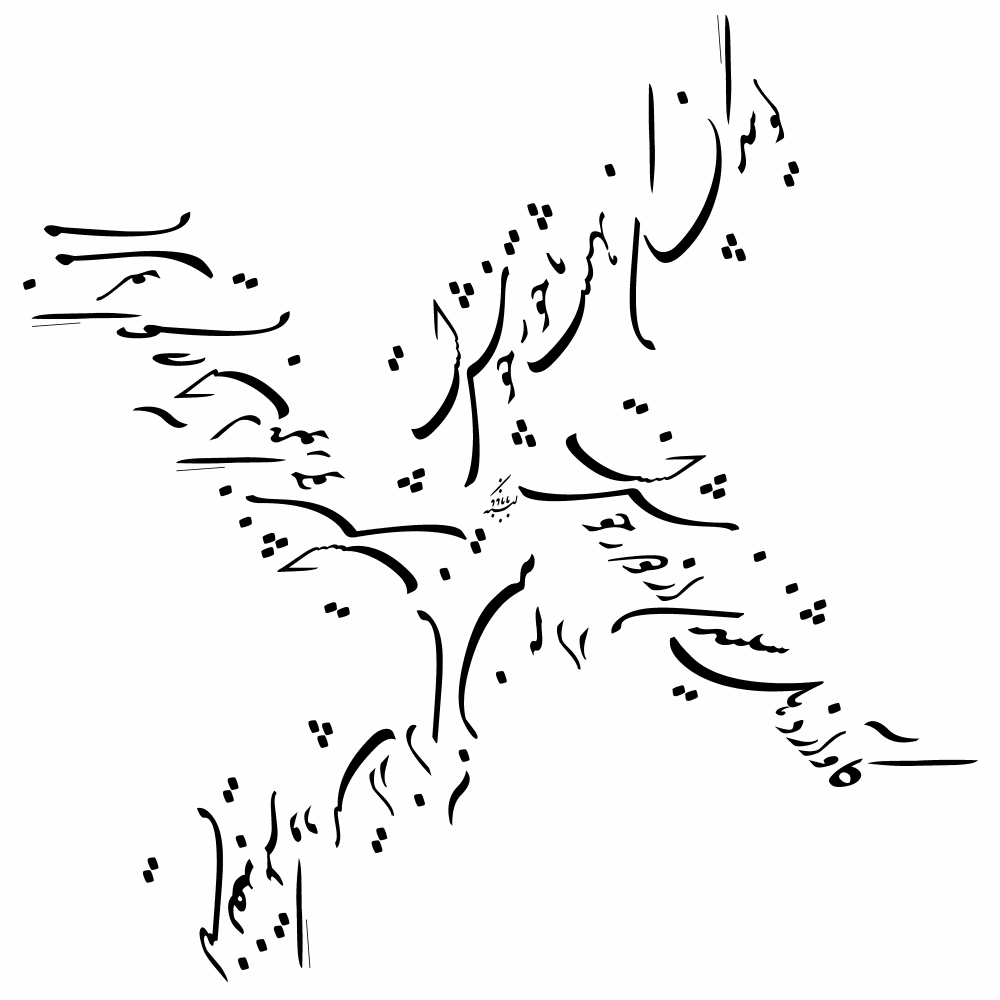
رباعيات الخيام بالخط الفارسي

تشير الشواهد التاريخية إلى ان الخط كان رائجاً في إيران قبل ظهور سلاله الهخامنشه. وبفضل التحويرات التي وجدت فيه ظهر بصورته الالفبائيه، وبدأ يكتب به من اليسار الي اليمين، وكانت له اثنان واربعون علامه.وفقاً للشواهد التاريخية المتوافره فان العرب خلال رحلاتهم التجارية إلى الحيرة تعلموا نوعاً من الخط كان متداولاً بين السريانيين، وعملوا على اشاعته في ارض الحجاز، وكان يسمي بالخط «السطرنجيلي». وبعد رواجه بين قريش وفي جزيرة العرب، اشتهر في الكوفة وسمي بالخط الكوفي أيضاً. وقد أخذ الإيرانيون يستفيدون منه في كتابه القرآن وخطوط الكتاب والزخارف والنقوش، بعد أن اوجدوا فيه ابداعات كثيره نظير ايجاد قرائن للحروف، والاستفادة من الفضاءات المناسبة والأبعاد الهندسية والزهور واوراق الأشجار جنباً إلى جنب الحروف ومقترنه معها.
و يعتقد بعضهم ان «ابن مقله الشيرازي» كان قد ابتكر في القرن الثالث الهجري، سته خطوط من الخط الكوفي عرفت بـ «الأقلام الستة»، وهي عباره عن «ريحان، ومحقق، ورقاع، وتوقيع، والثلث، والنسخ». والصحيح هو ان ابن مقله نظم الخطوط التي كانت موجوده، واظهرها بمثابه قوانين هندسيه. بتعبير آخر، وضع ابن مقله اصولاً للخط علي أساس السطح والدور، حظيت بقبول الجميع. ومن ثم راح يقلده الكتاب خاصه تلامذته في طريقه خطهم.

## الأدب

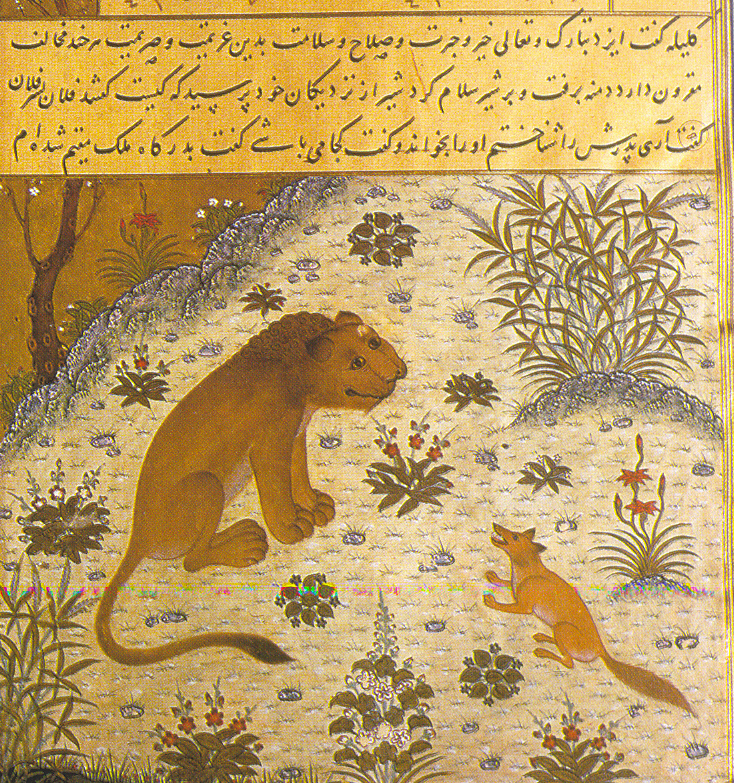
كليلة ودمنة وهي من التراث الفارسي.

الأدب الفارسي الحديث ظهر إلى الوجود في القرن التاسع للميلاد، وبخاصة في الجزء الشمالي الشرقي من إيران، بظهور اللغة الفارسية الحديثة. وأقدم الأسماء التي يطالعنا بها هذا الأدب هي أسماء الرود كي الذي يُلقَّب بـ«أبي الشعر الفارسي»، ودقيقي الذي نظم ملحمةً تغنّى فيها بمآثر أبطال الفرس الأسطوريين، والفردوسي صاحب «الشاهنامه» (أو «كتاب الملوك»). وبعد هذه الطبقة من الشعراء ظهرت طبقة أخرى لاتقلّ عنها شأناً وأثراً. ومن نجوم هذه الطبقة فريد الدين العطار، وكان شاعراً صوفياً، وجلال الدين الرومي الذي يُعتبر أعظم شعراء الحب الإلهي عند الفرس، وسعدي الشيرازي صاحب «البستان» و«كلستان» وهو من أكثر الشعراء الفرس شعبية، وحافظ شيرازي الذي يُعدّ أعظم شعراء الفرس الغنائيين غير مُنازَع، وعمر الخيام الذي اشتهر برباعياته التي ترجمت إلى معظم لغات العالم، ونظامي الذي يُعتبر أعظم الشعراء الرومانتيكيين في الأدب الفارسي. وتراث الفرس الأدبيّ، كما هو واضح، شعريّ في المقام الأول، وأثر الأدب العربي فيه عظيم إلى أبعد الحدود.

### الرباعيات

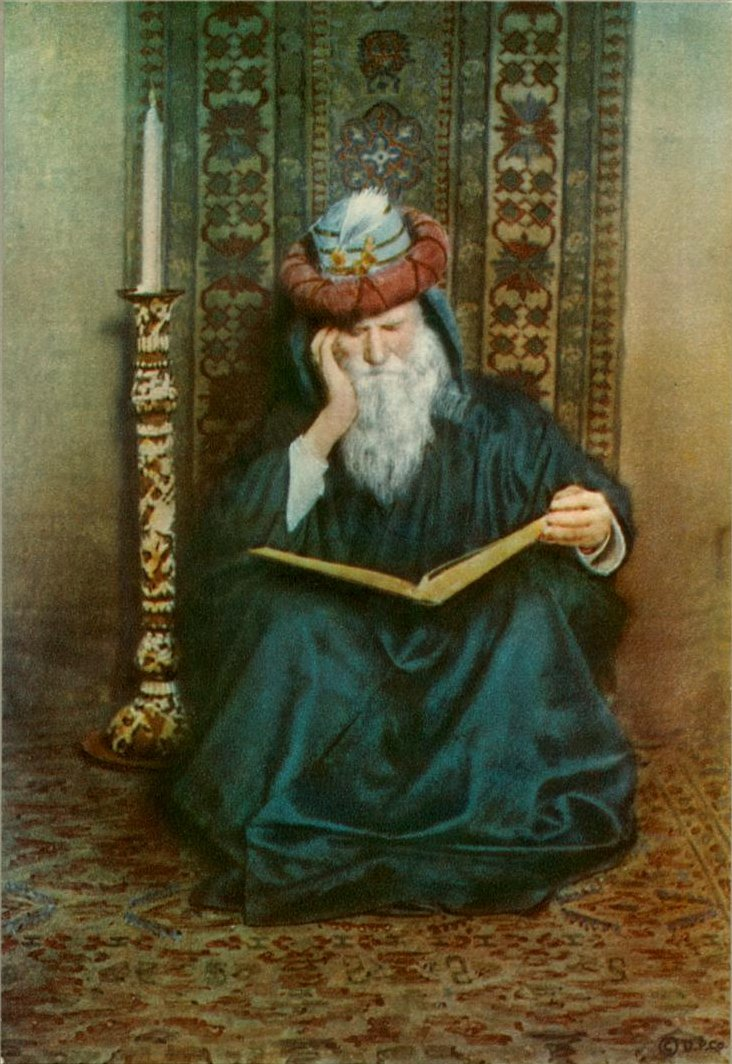
عمر الخيام

سميت بالرباعيات المنظومة بالفارسية على شكل (الدوبيت) والمكونة من أربعة أشطر تنتهي بقافية واحدة ووزن واحد؛ وهو ما عرف باسم الرباعي الكامل، أما الرباعي الخصيّ (الأعرج) فهو يقوم على وزن واحد مع اختلاف قافية الشطر الثالث – غالباً-. والوزن هو بحر (الهزج) المؤلف من تكرار تفعيلة (مفاعيلن) ست مرَّات.. وقد استخرج منه الشعراء أربعة وعشرين وزناً.. علماً أن معظم رباعيات الخيّام من الخصيّ.
ولذلك سميت بالرباعيات، وهذا الفن معروف في الشعر الفارسي منذ أواخر القرن الثالث الهجري. وقد نظم عليه شهيد البلخي المتوفى (325 ه ‍ /936 م) والرودكي السمرقندي المتوفى (329 ه ‍ /940 م) والدقيق الطوسي المتوفى (368 ه ‍ /978 م).. وأبو سعيد ابن أبي الخير المتوفى (440 ه ‍ /1049 م)؛ وغيرهم.أما أشهر من نظم رباعيات كان عمر الخيام وقد نشرها عنه من سمعها من أصدقائه، وبعد عدة ترجمات وصلت لنا كما نعرفها الآن. ويرى البعض أنها لاتنادى إلى التمتع بالحياة والدعوة إلى الرضا أكثر من الدعوة إلى التهكم واليأس، وهذه وجهة نظر بعض من الناس، وقد يكون السبب في ذلك كثرة الترجمات التي تعرضت لها الرباعيات، بالإضافة إلى الاضافات، بعد أن ضاع أغلبها. ومن جهة أخرى هناك اختلاف على كون الرباعيات تخص عمر الخيام فعلا، فهي قد تدعوا بجملتها إلى اللهو واغتنام فرص الحياة الفانية، إلا أن المتتبع لحياة الخيام يرى أنه عالم جليل وذو أخلاق سامية، لذلك يعتبر بعض المؤرخون أن الرباعيات نسبت خطأ للخيام.

## الفنون

### السجاد

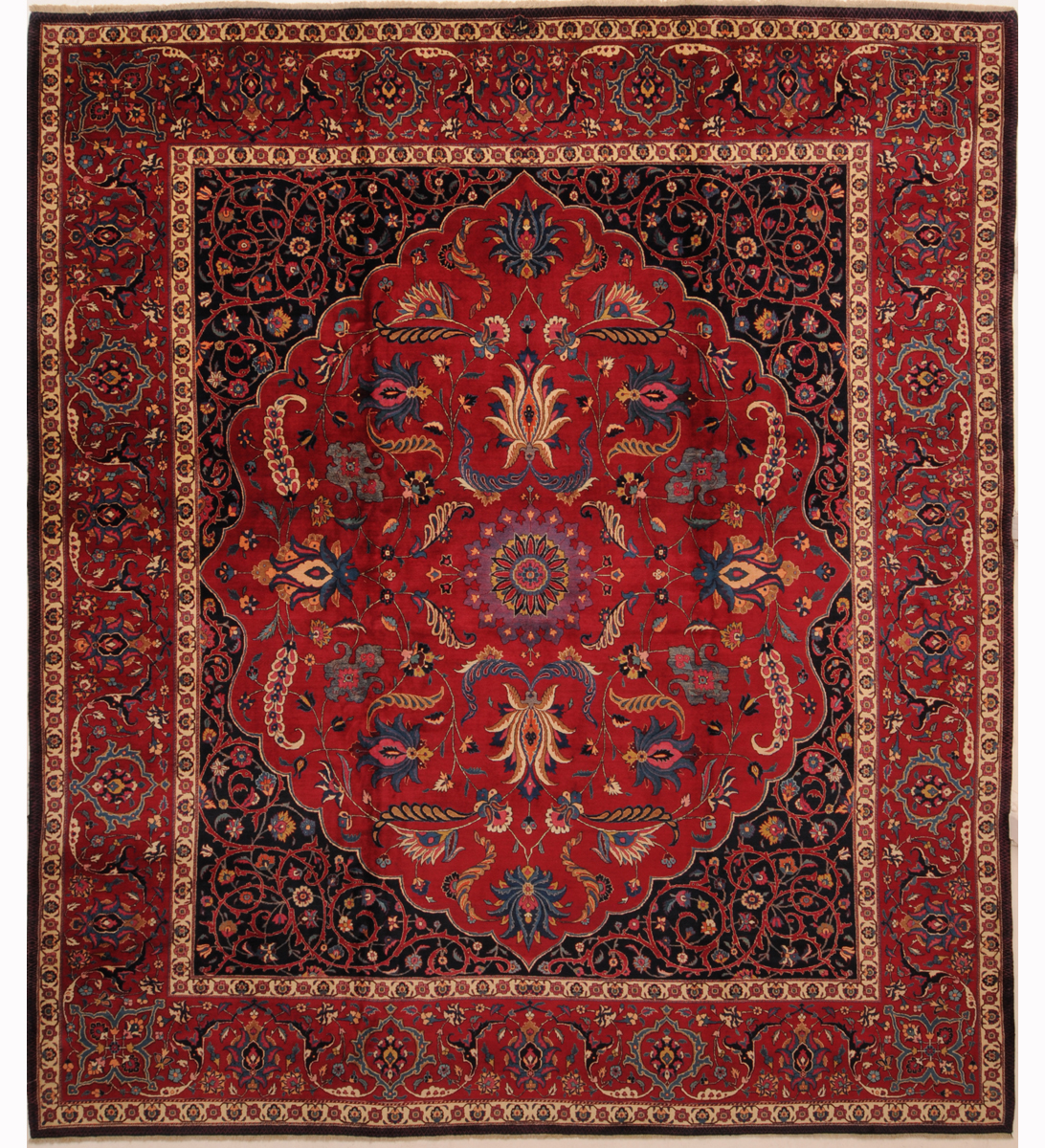
سجادة إيرانية قديمة

السجاد الإيراني أو السجاد العجمي (بالفارسية: فرش قالي) هو واحد من أهم الفنون الإيرانية.وتعد صناعة النسيج والسجاد جزء أساسي من الثقافة الفارسية ويعود تاريخها إلى بلاد فارس القديمة. وتعتبر إيران أكبر مصدر للسجاد في العالم. وقد بلغت صادرات إيران من السجاد اليدوي 420 مليون دولار أي حوالي 30% من السوق العالمي. وتصدر إيران السجاد اليدوي لنحو 100 دولة حول العالم. ويقسم السجاد الإيراني قسمين أساسيين، الأول سجاد إيراني قبلي، ويمتاز ببساطة الرسوم وحرارة اللون ومخملية الصوف وطول الوبرة. ولذلك فإن هذا النوع من السجاد ثقيل الوزن، أما النقوش المستعملة فيه فتعتمد على أشكال نباتية كالأزهار والأشكال الهندسية البسيطة. أما الصنف الثاني من السجاد الإيراني فهو سجاد المدن، ويسمى بحسب المدينة التي يصنع فيها. ومن أهمها مدينة تبريز التي اشتهرت بصناعة السجاد الحريري ذي النقوش القريبة من الشكل الهندسي والألوان القاتمة كالأحمر القاني والأزرق الداكن.

### العمارة
تأثر التصميم المعماري الإيراني في الإسلام ببعض الأساليب المعمارية التي ورثها الإيرانيون عن الفنون القديمة التي ازدهرت في الهضبة الإيرانية وفي بلاد الجزيرة، كالبهوذي الأعمدة الرفيعة والمدخل ذي العقد الكبير، كما اختلف تصميم العمائر في بعض المقاطعات الإيرانية عنه في البعض الآخر. بحسب التقاليد المحلية والأحوال الجوية، فكان أهل الشمال، مثلا بما فيه من البرد القارس يميلون إلى المساجد المسقوفة المغلقة، بينما أقبل أهل الجنوب علي تشييد المساجد ذات الصحن والابهاء المكشوفة.

### السينما
يرجع تاريخ السينما في إيران إلى عام 1900، يوم كان الشاه الإيراني مظفر الدين شاه، في زيارة لإحدى الدول الأوروبية وأحضر معه أول آلة تصوير في البلاد. وفي عام 1904، افتتحت أول صالة عرض للسينما بإيران. ویعتبر هذا الأمر نقطة تحوّل وبدایة للسینما في إیران وبرغم وجود العدید من صالات السینما عام 1912، فلم یتم إنتاج أي فيلم سینمائي في إیران حينها واستمر ذلك حتى عام 1929 حیث کان السینمائیون یقومون ذلك الزمان بعرض الأفلام الغربیة المدبلجة في صالات السینما الإیرانیه الصغیرة.
رغم البدايات المبكرة للسينما، لكن أول فيلم إيراني أخرج عام 1930، بعنوان "آبي ورابي"، على يد المخرج أفانيس أوهانيان بمساعدة المصوّر خان بابا معتضدي، خان بابا معتضدي کان أول إیرانيّ یعمل في مجال التصویر منذ عام 1925 حتی عام 1931 وکان یعمل بتصویرالأفلام الخبریة الصامتة ومن أشهرها فلم (مجلس المؤسسین) الذي تم إنتاجه عام 1925 والذي کان یدور حول مجلس المؤسسین واختیر رضاخان لیؤدی فیه دورالسلطان وبعد توليه السلطة قم رضاخان بتكريم الفيلم.

### الموسيقى
نشأت الموسيقى في إيران منذ الآف السنين منذ حضارة عيلام التي سكنت جنوبي غرب إيران. وتبين الرسوم والآثار المنحوتة المتبقية من العصور التاريخية مدى اهتمام ورغبة الإيرانيين بالفن الموسيقي وبالرغم من الاعتراضات فإن فن الموسيقى وأصل انتشاره لكن ليس بنفس الازدهار السابق. وقد استمر الحال حتي عهد الصفوية والدليل على ذلك الاثار الموجود في قصر “جهلستون” وغرفة الموسيقى في عمارة عالي قابو.

## المطبخ

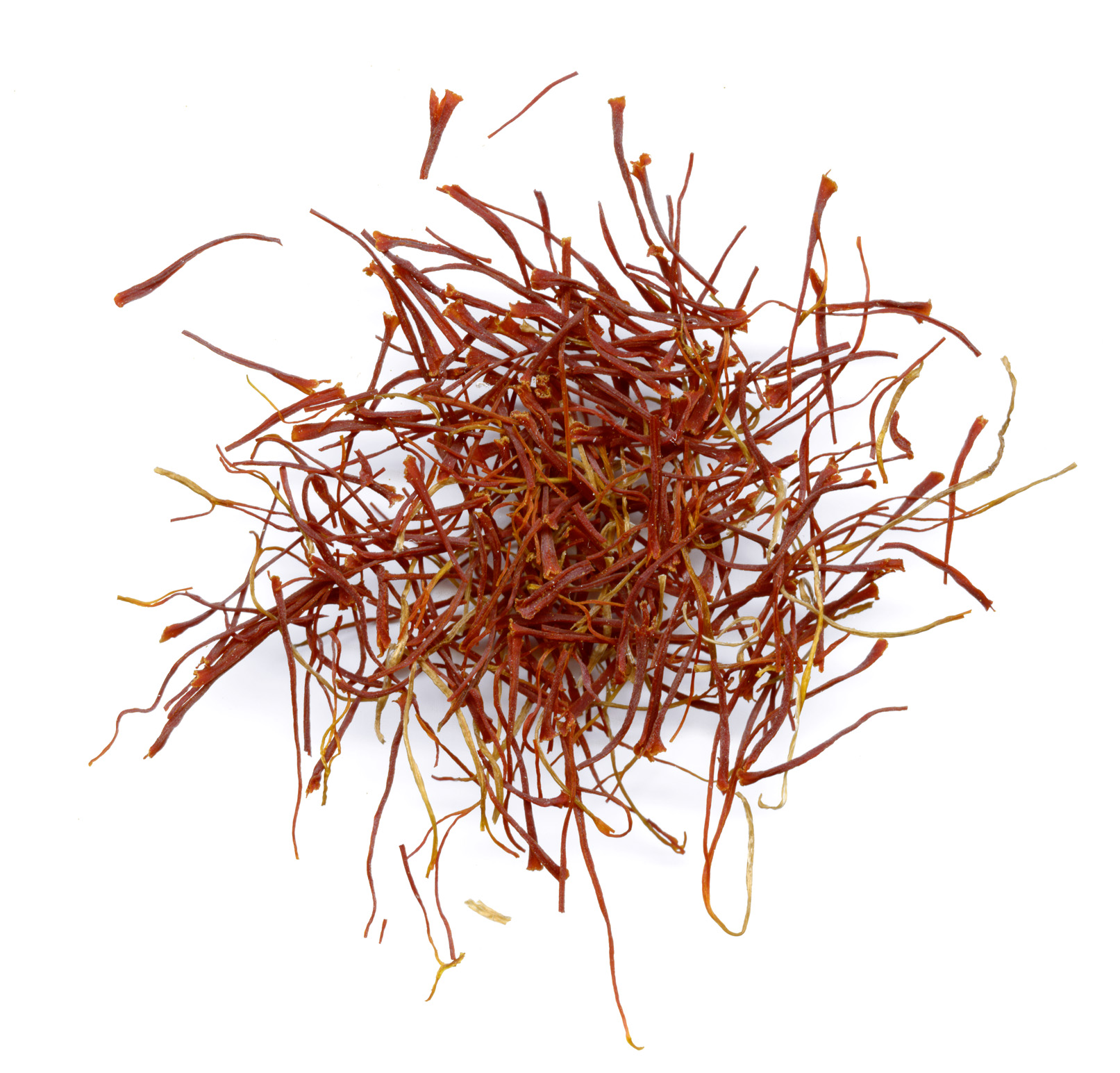
الزعفران الإيراني

إن المطبخ الفارسي أو الإيراني هو عريق ومتنوع إذ أن لكل إقليم تقاليده الطهوية الخاصة به والذي يختلف بشكل أساسي عن أسلوب الطهي من منطقة لمنطقة أخرى في المقاطعة نفسها. ويشتمل على تشكيلة متنوعة من الأطعمة مثل الكباب (بارغ، كوبيده، جوجيه، شيشليك، سلطاني وشينجه) ويخنة خوريشت (والتي هي يخنة تقدم مع الأرز البسمتي أو الإيراني ومنها غورمة سابزي، غيميه) وحساء الأش (أشينار) وكعك الخضروات كووكو وأرز پلو (ويمكن أن يكون أرز أبيض أو مضاف إلى اللحوم أو الخضروات أو التوابل ومنها پلو اللوبية، پلو البالو، پلو سابزي، پلو زيريشك، پلو بغالي وغيرها) وأنواع مختلفة من السلطات والفطائر والأشربة المتميزة بكل منطقة إيرانية.

## معرض صور

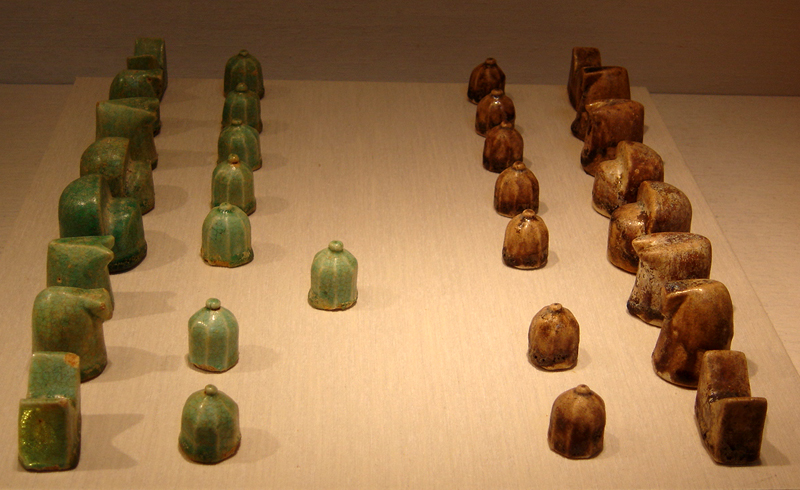
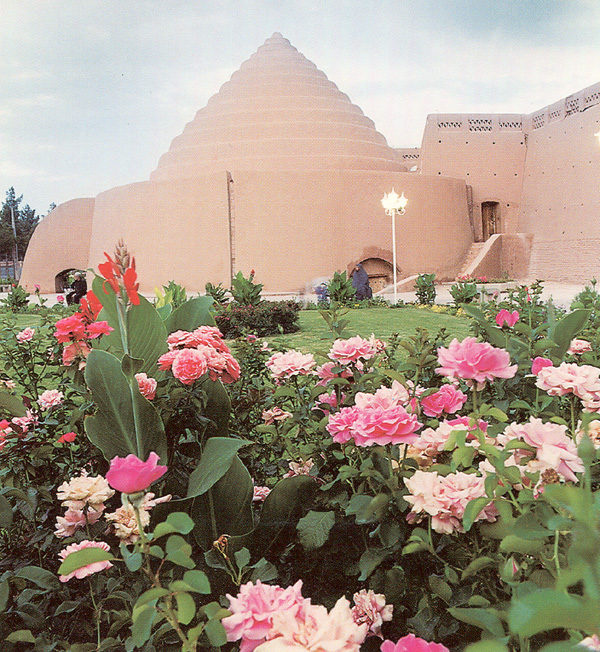
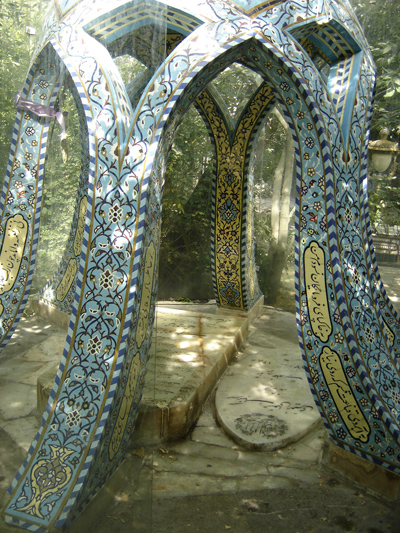